# مامان غازی
مامان غازی (به فرانسوی: Mère l'Oye‎، به انگلیسی: Mother Goose) پدیدآورندهٔ انگاشتی برخی از قصه‌های پریان فرانسوی و نیز لالایی‌های کودکانهٔ انگلیسی است.

## خاستگاه
در سدهٔ ۲۰، کاترین الوز-توماس  نظریه‌ای داد که چهره و نام مامان غازی شاید از افسانه‌های کهن همسر روبر دوم، ملقب‌به برت بافنده (به فرانسوی: Berthe la fileuse‎) یا برت غازپا (به فرانسوی: Berthe pied d'oie‎)، گرفته شده باشد؛ او را اغلب این‌گونه وصف می‌کنند که مَتَل‌هایی باورنکردنی برای کودکان می‌بافت و آنان را مفتون می‌کرد. دیگر پژوهشگران نشان داده‌اند که برترادا، مادر شارلمانی، به‌عنوان شهبانوی غازپا  شناخته می‌شد. منابعی نیز هستند که خاستگاه مامان غازی را تا روایت شهبانوی سبا در کتاب مقدس دنبال کرده‌اند.